# Hoppenstedt (Lohheide)

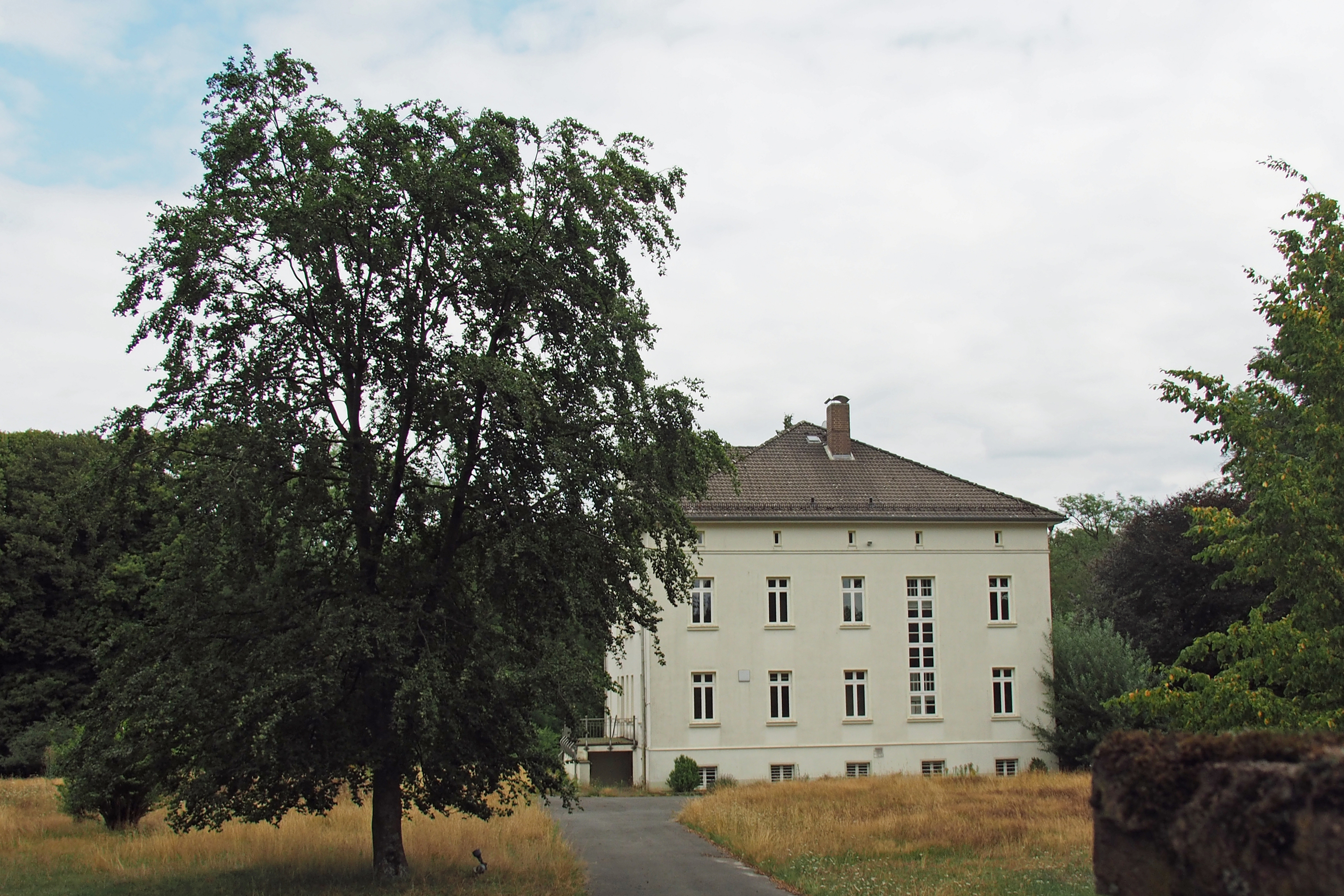
Herrenhaus des ehemaligen Gutes Hoppenstedt

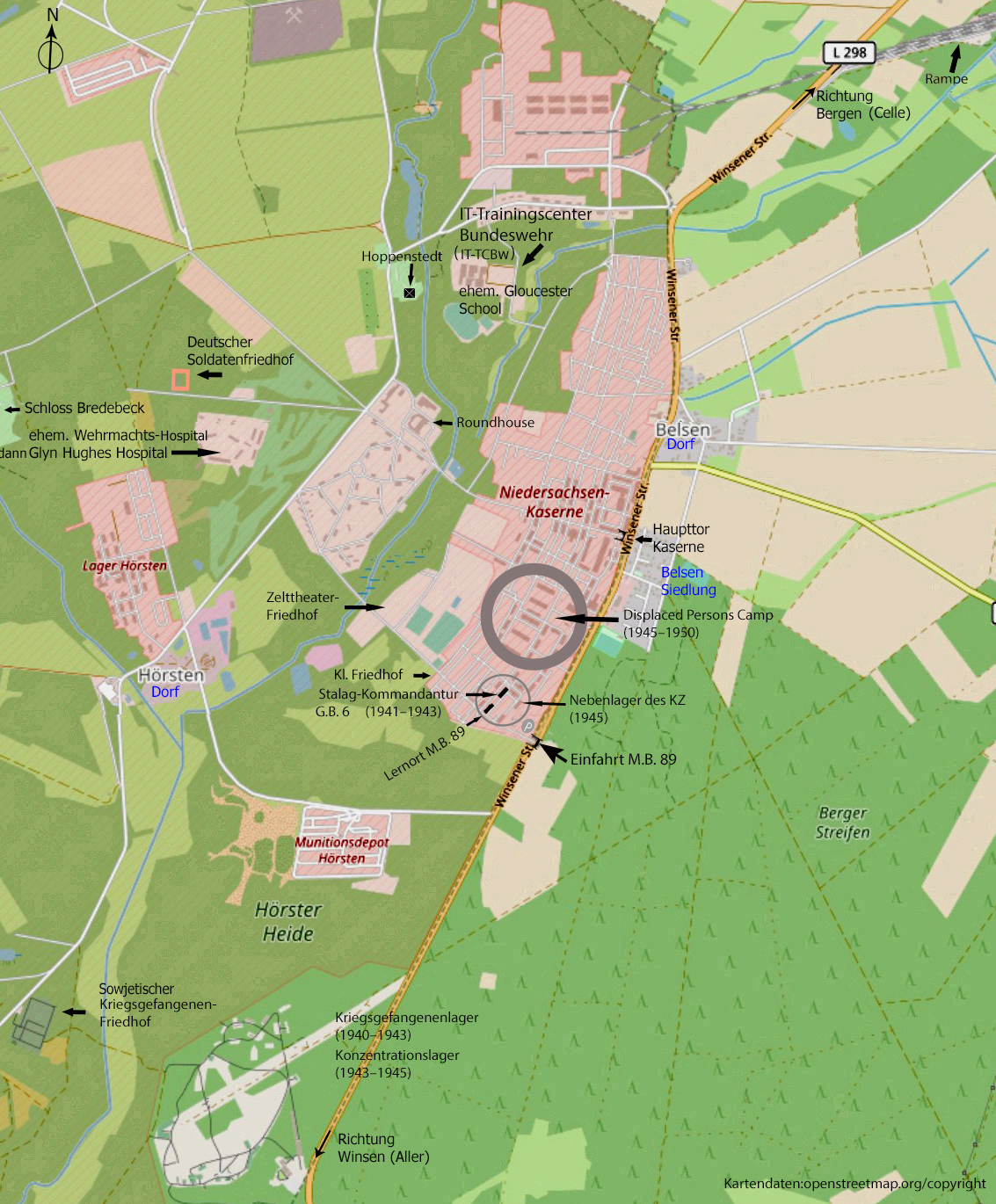
Hoppenstedt im Norden der Niedersachsen-Kaserne

Hoppenstedt war ein ehemaliger Wohnplatz mit einem Gutshof und einer Wassermühle in der Gemarkung Lohheide im Landkreis Celle in Niedersachsen. Nach Errichtung des Truppenübungsplatzes Bergen blieben bis heute nur das Herrenhaus des ehemaligen Gutshofes Hoppenstedt und ein Wirtschaftsgebäude erhalten.

## Geschichte
1380 wird der Hof Hoppenstedt erstmals in einer Rechnung des Celler Vogtes erwähnt. Der Hof hatte hiernach einen Zehnten Roggen an den Herzog zu liefern. Zweihundert Jahre später wurde diese Abgabe aus nicht bekannten Gründen erlassen. 1809 kam die Familie Hoppenstedt in finanzielle Schwierigkeiten. Das Anwesen wurde verkauft. 1871 erwarb die Familie Refardt den Hof. Zu dem Besitz gehörten auch eine bekannte Schankwirtschaft und eine Brennerei. Bis zur Errichtung des Truppenübungsplatzes blieb Hof Hoppenstedt im Besitz dieser Familie. Dann wurde das Herrenhaus zum Dienstsitz des Truppenplatzkommandanten der Wehrmacht umgebaut. Am 20. Februar 1945 wurde Hans von Boineburg-Lengsfeld, zuletzt Generalleutnant der Wehrmacht, Kommandeur des Truppenübungsplatz Bergen. Er war der letzte Wehrmachtsgeneral, der das Herrenhaus bewohnte.
1945, nach dem Ende des Zweiten Weltkrieges, wurde das Gelände von den britischen Besatzungstruppen übernommen. Das Gutshaus diente danach, bis zum Abzug der Briten im Jahr 2015, dem jeweiligen Brigadier der 7th Armoured Brigade Bergen-Hohne als Dienstsitz. Es steht jetzt leer. Die weitere Nutzung des Anwesens ist bisher nicht geklärt.

## Hoppenstedter Wassermühle
1517 erteilte Heinrich I. Herzog zu Braunschweig-Lüneburg einem Casper (Jasper) Luder die Erlaubnis zum Bau einer Mühle. Nördlich des Gutshauses wurde die Meiße zu einem Mühlenteich aufgestaut. Die Wassermühle wurde als Öl- und Flachsmühle betrieben. In der Folgezeit wechselte sie mehrfach den Besitzer. 1769 wurde sie durch Erbfolge vom Hof Hoppenstedt getrennt. Sie blieb bis zum Ende des 19. Jahrhunderts im Lehnsbesitz der Familie Müller. 1874 brannte die Mühle ab. Der Neuaufbau erfolgte näher an dem Gutshof und ging in den Besitz der Familie Refardt über.  
Im Zuge der Errichtung des Truppenübungsplatzes Bergen erfolgte vom Sommer 1935 bis Mai 1936 die Umsiedlung der Bevölkerung und Räumung des Platzgebietes. Das Mühlengebäude wurde abgerissen. Es blieb nur der ehemalige Mühlenteich erhalten.